# Comuna Nenkovîci, Zaricine
Nenkovîci (în ucraineană Неньковичі) este o comună în raionul Zaricine, regiunea Rivne, Ucraina, formată din satele Komorî și Nenkovîci (reședința).

## Demografie
Componența lingvistică a comunei Nenkovîci
     Ucraineană (99,14%)
     Alte limbi (0,86%)
Conform recensământului din 2001, majoritatea populației comunei Nenkovîci era vorbitoare de ucraineană (99,14%), existând în minoritate și vorbitori de alte limbi.